# Editorial Metropol

El logotipo de Metropol

Editorial Metropol (en alemán: Metropol Verlag) es una casa editorial alemana fundada en 1988 por Friedrich Veitl en Berlín. Está especializada en historia de Alemania del siglo XX.